# Brown Township (Illinois)
Pour les articles homonymes, voir Brown Township.
Brown Township est un township du comté de Champaign dans l'Illinois, aux États-Unis,. 

Carte de Brown Township

## Source de la traduction
- (en) Cet article est partiellement ou en totalité issu de l’article de Wikipédia en anglais intitulé « Brown Township, Champaign County, Illinois » (voir la liste des auteurs).